# Ipê (Rio Grande do Sul)
Ipê is een gemeente in de Braziliaanse deelstaat Rio Grande do Sul. De gemeente telt 6.210 inwoners (schatting 2009).